# Зас-Фе
Зас-Фе (нем. Saas-Fee) — община (коммуна) в округе Фисп кантона Вале в Швейцарии, один из известнейших швейцарских зимних курортов.

## География
Коммуна Зас-Фе находится на горном плато долины Засталь, на высоте около 1800 метров над уровнем моря. Она лежит выше соседних поселений Зас-Альмагелль, Зас-Грунд и Зас-Бален.

## История
Долина Засталь впервые письменно упоминается в 1256 году. В 1296 в Зас-Грунде строится первая церковная капелла. В 1292 году община Зас разделяется на 4 части — Зас-Фе, Зас-Альмагел, Зас-Грунд и Зас-Бален. В 1400 году создаётся отдельный церковный приход в Зас. В 1535 строится первая церковь в Зас-Фе. В 1871 году здесь открывается почтовое отделение. В 1893 создаётся церковный приход Зас-Фе. В 1923 сюда проводится электричество, в 1930 году — водопровод.

## Туризм
Обслуживание туристов является важнейшим источником доходов для местных жителей. В 1833 году здесь был открыт первый отель. В 1951 году, после создания шоссейного сообщения, Зас-Фе стремительно развивается и превращается в крупный туристический центр, прежде всего для любителей зимних видов спорта. Одновременно поселение может принимать 7185 туристов. Только 60 отелей, находящихся в Зас-Фе, рассчитаны на приём 2627 постояльцев.
Горнолыжным спортом здесь можно заниматься и зимой, и летом. На леднике Фе проложены 3 лыжных лифта от вершины Миттелаллалин на высоту 3457 метров. Здесь расположен самый высокий в мире вращающийся ресторан, до которого можно подняться на самом высоком в мире фуникулёре, и крупнейший ледовый павильон в мире. В зимнее время года лыжников в горы доставляют 22 подъёмника.
В летнее время коммуна Зас-Фе является отправной точкой для многочисленных горных туристов и альпинистов. Вблизи её находятся десятки горных вершинн, и среди них трёх- и четырёхтысячники: Ульриххорн (3925 м), Штральхорн (4190 м), Флечхорн (3996 м), Вайсмис (4023 м), Лаггинхорн (4010 м), Аллалинхорн (4027 м), Лателхорн (3198 м), Дом (4545 м), Надельхорн (4327 м), Римпфишхорн (4198 м), Альпхубель (4206 м), Тешхорн (4490 м), Балфрин (3795 м), Хобергхорн (4219 м), Ленцшпитце (4294 м), Портьенграт (3653 м), Зоннигхорн (3487 м), Дюрренхорн (4034 м), Фехопф (3888 м), Штеккнадельхорн (4241 м).
В коммуне Зас-Фе запрещено обычное автомобильное движение. Приезжающие сюда туристы должны оставлять свои машины за пределами общины на специальных парковках. В Зас-Фе разрешено движение только на электромобилях. Исключение составляют лишь машины скорой помощи, спасательных и ремонтных служб, уборки мусора и т. п.
В Зас-Фе останавливался немецкий писатель и драматург Карл Цукмайер.

## Галерея

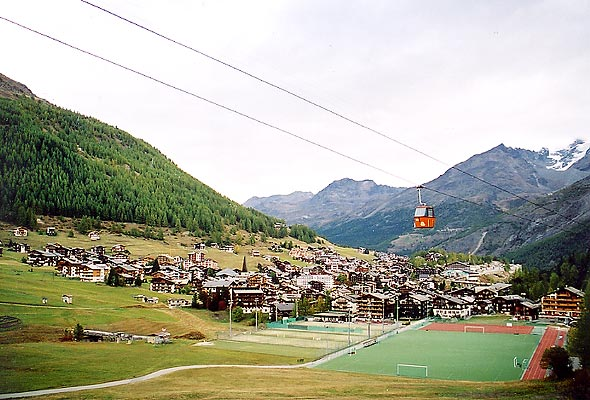
Зас-Фе летом
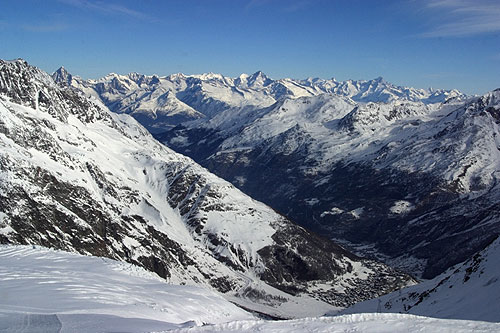
Зас-Фе зимой